# باترو

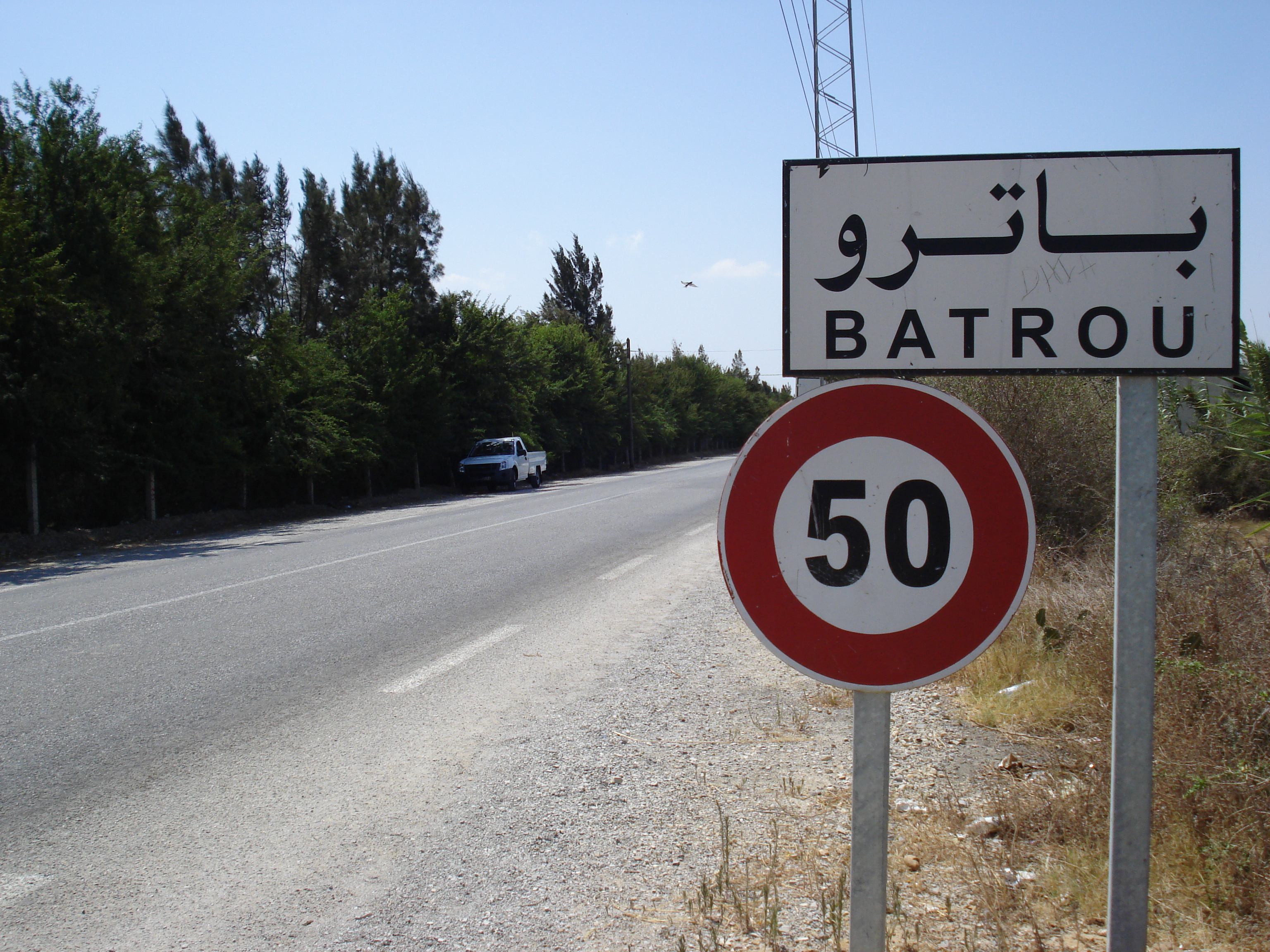
مدخل قرية باطرو

باطرو قرية تونسية تقع في ولاية نابل.